# Nasikabatrachus
Nasikabatrachus is een geslacht van kikkers die uit twee soorten bestaat. Tot 2017 dacht men dat de soort monotypisch was. Nasikabatrachus is het enige geslacht binnen de familie Nasikabatrachidae. De groep werd voor het eerst wetenschappelijk beschreven door Sathyabhama Das Biju en Franky Bossuyt in 2003.
De wetenschappelijke geslachtsnaam Nasikabatrachus betekent neuskikker, van 'nasika' (Sanskriet voor neus) en 'batrachos' (Grieks voor kikker). Het dier heeft inderdaad een opvallende wipneus. Het is een vrij grote en plompe kikker, de lichaamskleur is zwart van boven en grijs van onder. De familie komt voor in India en is aangetroffen in het westen van het land in de bergketen West-Ghats.

## Taxonomie
- Geslacht Nasikabatrachus
  - Nasikabatrachus bhupathi[2]
  - Nasikabatrachus sahyadrensis